# 안나 코즈니코바
안나 세르게예브나 코즈니코바(러시아어: Анна Сергеевна Кожникова, 1987년 7월 10일 ~ )는 러시아의 여자 축구 선수이다. 포지션은 수비수이며, 현재 쳄피오나트 로시 포 푸트볼루 스레디 젠신의 WFC 로코모티프 모스크바 소속이다.

## 클럽 경력
2001년부터 2004년까지 에네르기야 보로네시 소속으로 활약했으며 2005년에 프리알리트 레우토프로 이적했다. 2006년부터 2016년까지 로시얀카 소속으로 활약하면서 로시얀카의 쳄피오나트 로시 포 푸트볼루 스레디 젠신 5회 우승, 러시아 여자컵 5회 우승에 기여했다. 2017년에는 CSKA 모스크바로 이적했고 2018년에는 로코모티프 모스크바로 이적했다.

## 국가대표 경력
헝가리에서 개최된 2005년 UEFA U-19 여자 축구 선수권 대회에서 러시아의 우승에 기여했다. 러시아에서 개최된 2006년 FIFA U-20 세계 여자 축구 선수권 대회에 참가하여 뉴질랜드·오스트레일리아와의 조별 예선 경기에서 1골씩을 기록하여 러시아의 8강전 진출에 기여했다.
2006년 9월 27일에 열린 독일과의 2007년 FIFA 여자 월드컵 유럽 지역 예선 홈 경기에 처음 출전하면서 러시아 여자 축구 국가대표팀 선수로 데뷔했으며 러시아는 독일에 2-3 패배를 기록했다. 핀란드에서 개최된 UEFA 여자 유로 2009, 네덜란드에서 개최된 UEFA 여자 유로 2017에 참가했으나 러시아는 2차례의 대회 모두 조별 예선에서 탈락했다.

## 수상

### 클럽
로시얀카
- 쳄피오나트 로시 포 푸트볼루 스레디 젠신 5회 우승 (2005, 2006, 2010, 2012, 2016)
- 러시아 여자컵 5회 우승 (2005, 2006, 2008, 2009, 2010)

CSKA 모스크바
- 러시아 여자컵 1회 우승 (2017)

### 국가대표
- 2005년 UEFA U-19 여자 축구 선수권 대회 우승